# Слобода-Ялтушківська
Слобода́-Ялтушкі́вська — село в Україні, у Барській міській громаді Жмеринського району Вінницької області. Розташоване на берегах річки Лядової.

## Історія села
Село Слобода-Ялтушківська засноване на початку 18-го століття, щоб допомогти заселити землі, знелюднені після турецької займанщини Поділля (1672—1699) у південній Україні. Після того як турки відступили з Поділля, польська влада того часу запросила людей повернутися до регіону і для заохочення на деякий час скасувала податки, рентові платежі (чинш) і військові повинності тим, хто так зробив. Внаслідок цього з'явилося багато поселень, названих «слободами» (вільними поселеннями), на Поділлі. Слобода Ялтушківська (Jałtuszkowska або Jołtuszkowska Słoboda польською) була заснована біля містечка Ялтушкова (тепер село Ялтушків) через ставок, на протилежному березі річки Лядової.
Перші письмові згадки с. Слобода Ялтушківська зберігаються в Національному Музеї Львова в Р.к. Л-11. на арк. 371 якого зазначається " о. Константин Нецевич, висвячений 1716 р. у Волощині, отримав до церкви с. Йовтушків Слобода усиновлення від Атанасія Шептицького того ж року в Кам'янці під час Конrpегації).
Село згадується у Генеральній візитації 1726—1727 рр. та Генеральній візитації 1730—1733 років, як Jowtuszkow Slobodka, Кам'янецький крилос, Барське намісництво, церква Різдва Пресвятої Богородиці (унійна).
Унійна церква була в селі до 2 серпня 1794 року, коли відбулось " приєднання " про що зберглися записи в справі 1 опису 1 фонду 315 ДАХмО, за якими по Слободі Ялтушківській з Унійної церкви в Православну перейшов священник Іоан Станкевич а з ним 357 чоловіків та 337 жінок.https://www.facebook.com/groups/UAGenealogy/permalink/3134988243263676
у 1698 році князь Єжи Домінік Любомирський відкупив у Виговських Бар ( Барське староство).
У 1727 році Барське староство переходить до князя  Антонія Бенедикта Любомирського, сина Єжи Домініка Любомирського.
У 1761 Антоній, князь Любомирський (Antoni Benedykt Lubomirski — http://pl.rodovid.org/wk/Osoba:444874), мечник королівський, уступає село зі староства Барського на користь свого брата Францишка Любомирського (Franciszek Ferdynant Lubomirski — http://pl.rodovid.org/wk/Osoba:493922), старости бецького (???) (starosta Biecki). В акті, у якому перелічено всі села, що належали до Барського староства, згадується й Слобода Ялтушківська. Акт уступу датований 10 липня 1761 року, а «привілей» Августа III, що дозволяє уступання, датований у Варшаві 27 жовтня 1759 року.
Привілей князя Францишка-Фердинанда Любомирського громаді м. Ялтушкова (нині с. Ялтушків Барського району Вінницької області) на осадження слободи (5.06.1765 р.) починається таким висловом: «…бажаючи новоосідаючим давнішим людям м. Ялтушкова по спустошенні поновити права і у тих правах їх затвердити…» Тобто, у даному випадку йдеться про людей, які уже мешкали в Ялтушкові, але з якоїсь причини втратили своє майно і змушені були залишити насиджені місця на деякий час.
Зі Збірника документів («Sumariusz dokumentow do dobr Barskich») видно, що о. Францишек Фердинанд Любомирський у 1773 випустив трирічний контракт оренди під заставу 12 тис. злотих на село Слобода Ялтушківська Андрієві Даджбогові Бенькевичу (Andrzej Dadzibog Bienkiewicz), мечникові парнавському. Термін оренди мав початися 23 квітня 1773 р.
У 1774 році помирає о. Францишек Фердинанд Любомирський, і село переходить до доньки князя Антонія Любомирського — Магдалени Агнешки Любомирської Сапеги https://ru.rodovid.org/wk/Запись:401558.
В 1776 році Агнешка Любомирська віддає село Слобода Ялтушківська в пасесію любочівському підстолію Єжі Ліпському за контрактом який зберігається в сп. 98. опису 2 фонду 236 « Любомирські» ЦДІАК https://cdiak.archives.gov.ua/files/f.0236op.0002.pdf.
В 1793 році село Слобода Ялтушківська у складі Подільського воєводства входить до Російської Імперії.
Збереглось два примірники (написані різними писарями) ревізійної каски крестьян села Слобода Ялтушківська 1795 року, в яких зазначається що в 1795 році село належить « старості Копайгородському орденів Полених кавалеру Северину Томаша сину Вислоцькому». Перший примірник, написаний на бланку ревізії двома мовами, зберігається в справі 1208_12 опису 1 фонду 177 ДАВіО, в якому село позначається як " селеніє Ялтушків ". Другий примірник, не на бланку ревізії, написаний двома мовами зберігається в справі 850 опису 1 фонду 177 в ДАВіО, в якому село позначається як « селеніє Ялтушкова Слободка». За змістом другий примірник відповідає першому, написаний більш розбірливим почерком, на більшій кількості аркушів., Ревізія 1795 року містить відомості про 109 дворів « місцевих осідлих мешканців» в яких записано 440 людей, після яких зазначені 4 родини " неосідлих даної страни уродженців " — 10 людей. Всього в ревізії крестьян 1795 року записано 450 людей.
Згідно ревізії 1795 року та клірових відомостей церкви с. Слобода Ялтушківська за 1797 рік, в ці роки село належить поміщику Северину Вислоцькому (Віслоцькому).
Згідно клірової відомості 1809 року село належить поміщиці Бриді Красовській.
Згідно ревізії 1811 року та клірової відомості 1811 року село належить поміщику Піусу Красовському аж до ревізії 1850 року включно (справа 1172 опису 1 фонду 177 ДАВіО). В ревізії 1850 року він зазначається як Піус, Казимирів син, Красовський.
Після нього село успадкував Клеменс Крассовський (Klemens Krassowski) що підтверджується матеріалами ревізійної каски села за 1858 рік що зберігається в матерілах справи 1188 опис 1 фонду 177 ДАВІО. У 1871 року власником став син Клеменса, Казимир Красовський (Kazimierz Krassowski), (принаймні до 1900 року). Більш як сто років Слобода Ялтушківська була у володінні чотирьох поколінь родини Крассовських.
У Слободі-Ялтушківській раніше була дерев'яна церква, перебудована 1789 року зі старої церкви, яка простояла 100 років. 1891 року цю церкву продали у с. Буцні Могилівського повіту для будівництва місцевої церкви. Нова церква Різдва Богородиці збудована у 1884—1887 рр.: дерев'яна з дерев'яною дзвіницею, одноярусний іконостас 1897 року. В сп. 232 опису1 фонду 34 ДАХМО « Про будівництво церкви в с. Слобода Ялтушківська» (почата 24.02.1884, закінчена 11.07.1884) — є відомості про те, що 08.02.1884 року в селі відбулись загальні збори села (сход), які доручили Гнату Антонову, Івану Буга та Пилипу Федику звернутись в губернський церковно- будівельний комітет (присутствіє) щодо будівництва дерев'яної церкви за проектом І. Михайловського. Також з інформації у даній справі можна довідатись що в 1884 році село входило до 2 мирової дільниці (участка), Терешківської волості, Могилівського повіту та складалось з 110 домогосподарств. Загальні збори скликані були сільським старостою Гордієм Лисенко. Справа містить перелік 80 селян що були на загальних зборах — Григорій Лисенко, Омелян Качур, Авраам Король, Арефа Заєць, Антон Зірниця, Андрій Стригун (Стрижак), Олександр Козяр (Пампушка), Феодосій Каранчук (який скоріше за все не міг бути, оскільки згідно метричних книг помер 13.08.1883), Мирон Рак (Раченко), Кирило Качур, Сильвестр Гарматюк, Ілля Баранюк, Семен Рак (Раченко), Феодор Буга, Костянтин Пастушенко, Роман Пастушенко, Петро Левчик, Матвій Зубрик, Микита Плахотнюк, Василь Боднар, Григорій Журавель, Омелян Муляр, Сава (Данилів) Рак (Раченко), Григорій Сеник, Омелян Заєць, Сава Мекекечка, Антон Ковальчук, Пилип Кравчук, Пилип Лисенко, Данило Лисенко, Тарас Бужка (Богатир), Іван Буга, Терентій Раченко, Карп Мулярчук (Муляр), Терентій Кимак, Порфирій Боднаренко, Гнат Гуцол, Дмитро Мекекечка, Іларіон Наливайко, Гордій Лисенко, Григорій Комар, Максим Дячок, Феодор Дячок (Пастушенко, Мекекечка), Стахій Сеник, Василь Грозюк (Грузюк), Євфим (Юхим) Данилишин, Марк Левчик, Трифон Саввич, Матвій Пампушка, Феодор Гарматюк, Олександр Гутик, Роман Журавель, Стефан Левчик (не міг бути бо помер 11.09.1883), Лаврентій Макарчук, Арефа Стецюк, Павло Сеник, Трифон Ковальчук, Марк Каранчук, Клим (Клементій) Купчик (Ковальчук), Іван Петрик, Трофим Стецюк, Василь Луцик, Матвій Мулярчук (Муляр), Данило Пастушенко, Віктор Гутик, Трофим Боднар, Стефан Стецюк, Павло Ковальчук, Данило Товкач, Тарас Товкач, Василь Герасимов, Гаврило Гарматюк, Григорій Черній (Мельник), Іван Федик, Михайло Лисенко, Василь Шмирхльов, Іван Мекекечка.
Церква збудована за проектом, вже побудованої за цим проектом церкви у с. Рожнятівка Ямпільського повіту.
За переказом спочатку село було на південно-західному боці містечка в ур. Селище. Там у 1901 р. ще стояв кам'яний хрест, як казали, на місці церкви. Там знаходили монети, уламки посуду. З розповідей старожилів виходило, що одним з перших на території села поселився коваль, чи то запрошений, чи то куплений (?) з Німеччини. Земля була відведена для садиби на давньому забутому цвинтарі (пізніше при проведенні земляних робіт знаходили рештки давніх поховань).
На сході села, вище балок, був хутір Погорілове. Останнім, хто його залишив, був Захарій Бенедиктович Гринішин (Бенедь), який працював ветеринаром у колгоспі. Він мав трьох синів — Петра, Григорія й Бориса. Потім вони розселилися по Слободі. Перед ними переселилась до Слободи родина Устина (Юстика) Ковальова, батька Володимира Устиновича Ковальова. Східніше від Погорілового колись було місто Борисове, яке в давнину було спустошене східними кочовими племенами. Там біля лісосмуги робились розкопки, які підтверджують досить високий рівень поселення.
12 червня 2020 року, відповідно до Розпорядження Кабінету Міністрів України № 707-р «Про визначення адміністративних центрів та затвердження територій територіальних громад Вінницької області», увійшло до складу Барської міської громади.
19 липня 2020 року, в результаті адміністративно-територіальної реформи та ліквідації Барського району, село увійшло до складу Жмеринського району.

## Відомі уродженці
- Єжель Михайло Броніславович — з 20.08.2001 по 25.04.2003 р. — Головнокомандувач ВМС ЗС України
- Ласюк Михайло Миколайович — український військовик, учасник російсько-української війни[6]